# Wainuiora (rivière)
La rivière Wainuiora (en anglais : Wainuiora River) est un cours d’eau de la région de Wellington dans l’Île du Nord de la Nouvelle-Zélande.

## Géographie
C’est un affluent supérieur de la rivière Wainuioru.